# 박진호 (기자)
박진호(1970년 ~ )은 대한민국의 SBS 기자이다.

## 경력
- 1996년 SBS 공채 기자 입사
- 2000년 5월 SBS 평양 현지취재단
- 2002년 1월 SBS 경제부 기자 ~ SBS 국제부 기자
- 2004년 3월 SBS 앵커
- 2010년 1월 SBS 정치부 기자
- 2011년 SBS 뉴욕지국 뉴욕특파원 미국 컬럼비아대학교 웨더헤드동아시아연구소 연구원
- 2018년 12월 SBS 보도본부 산업IT팀장
- 2019년 12월 SBS 보도본부 경제부장
- 2021년 1월 SBS 보도본부 뉴미디어국장
- 2022년 9월 SBS 뉴스D스튜디오총괄
- 2023년 5월 SBS 디지털뉴스총괄 부국장급
- 2023년 12월 SBSi 뉴스서비스부문 대표이사 사장
- 2024년 1월 SBS 보도본부 논설위원실 부국장급

## 방송 프로그램
- SBS 8 뉴스 앵커 (주말, 2004년 3월 6일 ~ 2011년 3월 20일)